# Lorien (zespół muzyczny)
Lorien – polska grupa muzyczna grająca gothic metal.

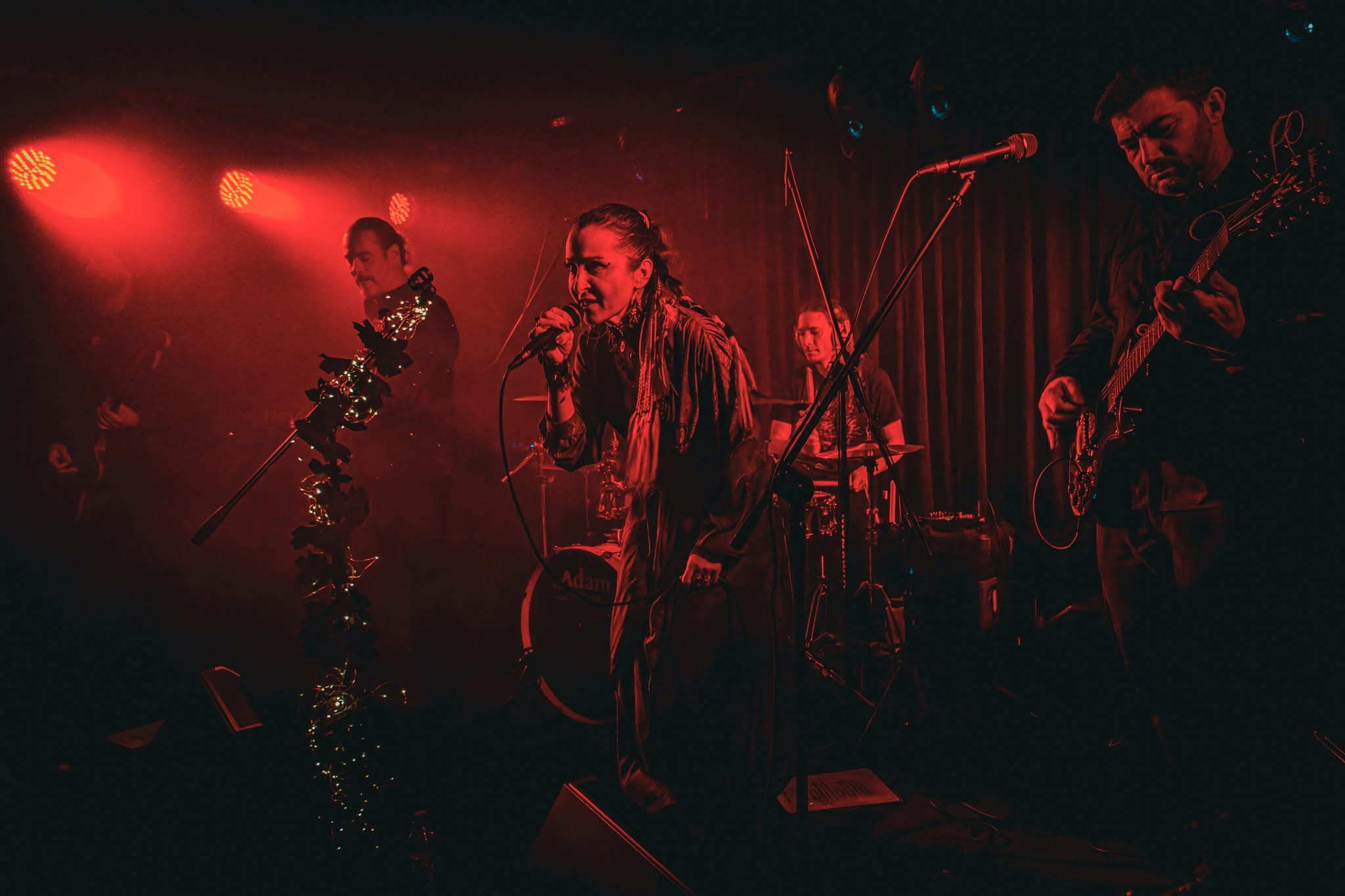
Lorien

## Historia
Założycielami Lorien są Wojciech Król (instrumenty klawiszowe), Piotr Kazała (gitara, wokal), Jacek Skrzyński (gitara basowa). W pierwszym składzie na drugiej gitarze grał Marcin Prykiel. Początkowo zespół grał z automatem perkusyjnym później do składu dołączył Rafał Głogowski (po nagraniu demo). Pierwsze koncerty, między innymi Festiwal Muzyki Gotyckiej i Industrialnej Castle Party w Bolkowie, Klub Remont, Przegląd Rockowy w Radomiu (I. nagroda), emisja pierwszych utworów Lorien w Programie III Polskiego Radia oraz w innych stacjach. W roku 1996 wyszło pierwsze demo Lorien. Podczas nagrań do zespołu dołączyła Inga Habiba. Grali wtedy koncerty z amerykańską grupą Universal Black na Castle Party. Zdobyli I. nagrodę w Festiwalu Rockowym w Wyszkowie. Od roku 1997 zaczęli regularne koncerty między innymi na Castle Party obok takich zespołów jak P.Vampire, Fading Colours czy Silver Death. Zaowocowały one kontraktem z wytwórnią płytową Black Flames Productions. Materiał został zrealizowany w studiu Selani przez Docenta, nieżyjącego już perkusistę grupy Vader oraz lidera niemieckiej formacji Head on Fire – Falka Lohoffa. W roku 1998 odbyła się premiera płyty Lothlorien w Polsce (Black Flames Prod.), USA i Australii (nakładem Venture Beyond Records). W zachodniej Europie materiał pojawia się w sprzedaży za pośrednictwem szwedzkiej wytwórni Music Art. Szereg koncertów promujących płytę, między innymi kolejny występ na Festiwalu Castle Party. W roku 1999 grupa dawała koncerty w całym kraju, między innymi występ na żywo w Radiu dla Ciebie, koncert w Poczdamie z niemieckim zespołem Sepulcrum Mentis. Zmiany w grupie nastąpiły w roku 2000. Rafała zastąpił Jacek Sokołowski. W tym też roku wystąpili na Vampira Festival w warszawskiej Proximie. Zespół nagrał własną wersję utworu Fight grupy The Cure, która ukazuje się na składance Prayers for Desintegration. Tribute to The Cure (Black Flames Prod.). Na przełomie 2001 i 2002 roku zakończyli prace nad realizacją nowej płyty. Nakręcili też pierwszy teledysk – premierę miał w programie Studio Orzech w TVP1, premiera nowych nagrań w radiu. Powstał też klip do piosenki Czarny kwiat lotosu (autor Kamil Dąbkowski). W tym też czasie skład zespołu zmienił się. Na basie zaczął grać Grzegorz Chudzik, na gitarze Marcin Mentel. Zespół występował na żywo w programie Tenbit, w programie Bar, Rower Błażeja, VIP, VIVA Polska raz lokalnych telewizjach w innych miastach (np. TVP Rzeszów). Po nagraniu demo „Nawet” zespół zawiesił działalność.
Zespół został reaktywowany w 2013 roku, po powrocie do Polski pierwszego perkusisty Lorien – Rafała Głogowskiego – i po wspólnym spotkaniu z pozostałymi członkami zespołu (Inga Habiba i Piotr Kazała). Do składu dołączył basista Wincent, muzyk zespołów jak Amuse me, Sorry Boys czy Skowyt.
Na początku 2014 roku nastąpiła zmiana w składzie zespołu, Dariusz Goc zastąpił  Tomika „Wincenta” Wincenciaka na gitarze basowej.

## Muzycy
Obecny skład zespołu
- Piotr Kazała – gitara, śpiew (1995–2000, od 2013)
- Artur Kisiński – perkusja (od 2025)
- Inga Habiba – śpiew (1996–2005, od 2013)
- Mat Vidler - gitara basowa (od 2024)
- Piotr Pomagalski - gitara (od 2025)

Byli członkowie zespołu
- Tomik „Wincent” Wincenciak – gitara basowa  (2013)
- Rafał Głogowski - perkusja (1996-98, 2013-2024)
- Krzysztof Szmytke - skrzypce/lira korbowa (2015 - 2024)
- Dariusz Goc - gitara basowa (2014-2024)
- Wojciech Król – instrumenty klawiszowe (1995–2000)
- Jacek Skrzyński – gitara basowa (1995–2000)
- Marcin Prykiel – gitara (1996–2000)
- Jacek Sokołowski – perkusja (1998–2005)
- Marcin Mentel – gitara (2003–2004)
- Radek „LarTM” Grabiński – gitara (2003–2004)
- Krzysztof Nowiński – gitara)
- Grzegorz Chudzik – gitara basowa
- Jacek Lang – gitara
- Robert Pruszkowski – gitara basowa
- Michał-Słowacki – gitara
- Mateusz Bernardyn – gitara basowa

## Dyskografia
- 1996 – demo, kaseta
- 1998 – Lothlorien, Black Flames Prod.
- 2002 – Czarny kwiat lotosu Biker-Chem
- 2018 - Sny moje, independent

### Kompilacje
- Goth Tales vol. 1, utwór Nienawiść, Venture Beyond Rec., 1998 rok
- New Alternatives 4, utwór I know I know', Nightbreed rec.,1998 rok
- Adrenalina cz. 1, utwór Fire, płyta dołączona do magazynu Trash’em All nr 2/98
- Morbid Noizz, utwór Włóczędzy stref, płyta dołączona do magazynu Morbid Noizz, nr VI 1998
- Vampira Festival 2000, utwór Czarny kwiat lotosu, Vampira Rec./SPV Poland, 2000 rok
- Prayers for Disintegration. A Tribute to The Cure, utwór „Fight”, Black Flames Records, 2001
- Dark East, utwór Szczerość słów, Big Blue 2003
- In Goth We Trust-Metal Mind-teledysk Czarny kwiat lotosu 2004